# 欽布機場
欽布機場（英語：Chimbu Airport）是一個位於巴布亞新畿內亞欽布省孔迪亞瓦之民用機場。

## 航空公司及目的地
- 新幾內亞航空 (莫爾斯比港)

## 外部連結
- 機場資料 （页面存档备份，存于）

## 備註
1. ↑  AYCH機場資訊 由 DAFIF (2006年10月生效)